# Cantonul Monein
Cantonul Monein este un canton din arondismentul Oloron-Sainte-Marie, departamentul Pyrénées-Atlantiques, regiunea Aquitania, Franța.

## Comune
- Abos
- Cuqueron
- Lahourcade
- Lucq-de-Béarn
- Monein (reședință)
- Parbayse
- Pardies
- Tarsacq